# Doug Aldrich
Doug Aldrich (Raleigh, Carolina del Norte, 19 de febrero de 1964) es un músico estadounidense, reconocido por haber sido miembro de la agrupación Whitesnake desde el año 2002 hasta el 2014. Ha pertenecido además a las bandas Dio, Lion, Hurricane, Burning Rain, Bad Moon Rising y The Dead Daisies. También ha grabado algunos discos en solitario.

## Biografía
Aldrich comenzó a tocar la guitarra a la edad de 11 cuando su hermana Jennifer lo introdujo al estilo de Jeff Beck. Su primera guitarra fue una Les Paul Standard. Doug audicionó para Kiss, y aunque no obtuvo el visto bueno para entrar a la banda, como resultado de su audición se hizo amigo de Gene Simmons. Poco tiempo después se dedicó a enseñar guitarra, teniendo incluso más de setenta estudiantes por semana. En sus primeros años de carrera estuvo vinculado profesionalmente con las bandas Lion, Hurricane, House of Lords y Bad Moon Rising.
Tras realizar algunas giras y grabar dos discos con la banda Dio, fue contratado por David Coverdale para unirse a Whitesnake, banda donde permaneció hasta 2014 y grabó los discos Good to Be Bad y Forevermore.
A principios de 2014, Aldrich dejó Whitesnake por motivos personales, declarando: ''En primer lugar quiero dar las gracias a mi hermano David por todo lo que hemos construido juntos. Muchas canciones, giras, y siempre inspirándonos y ayudándonos el uno al otro. Doy las gracias a todos los fanes de Whitesnake. Ha sido un inmenso honor formar parte de esta gran familia. Los quiero a todos y seguro que volveremos a encontrarnos. Mil gracias por su apoyo incondicional''.
Tras dejar Whitesnake, a principios de 2015 se unió al músico Glenn Hughes en un tour por Europa, junto al baterista Pontus Engborg, para completar el trío con Hughes como bajista y vocalista.
A fines de enero de 2016, se anunció que sería el nuevo guitarrista de The Dead Daisies, reemplazando a Richard Fortus, además de que la banda serían teloneros en la reunión de los Guns N' Roses.

## Equipamiento

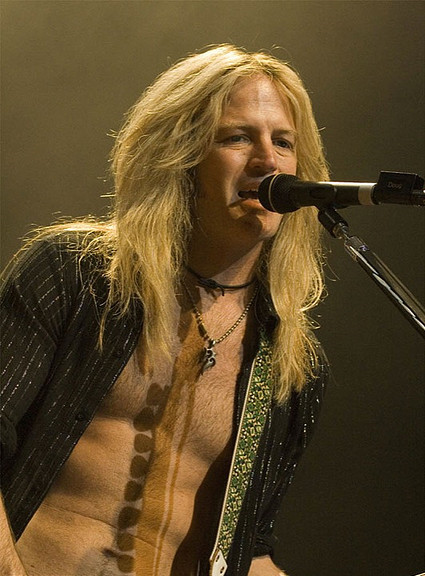
Aldrich con Whitesnake en 2008.

Aldrich estuvo patrocinado por Guitarras Jackson. El usó su Dinky y Soloist superstrast, y su modelo signature personal con el puente y mástil con pickups humbucker. Aldrich suele usar varios modelos de Gibson Les Paul y Fender Stratocaster, además de usar su Marshall JMP y Vintage Modern Amps. En 2016, se convirtió en respaldo oficial para las ESP Guitars. Aldrich ha declarado sobre su manera de tocar: ''No soy uno de aquellos chicos que sigue cualquier moda. Yo prefiero hacer lo que mejor hago, y lo hago con mi mejor habilidad''.

## Discografía

### Solista
- Highcentered (1994)
- Electrovision (1997)
- Alter Ego (2001)

### Lion
- Power Love (1986)
- Dangerous Attraction (1987)
- Trouble In Angel City (1989)

### Hurricane
- Slave to the Thrill (1990)

### House Of Lords
- Sahara (1990)

### Bad Moon Rising
- Bad Moon Rising (1991)
- Blood (1993)
- Opium For The Masses (1995)
- Flames On The Moon (1999)
- Full Moon Collection (2005)

### Burning Rain
- Burning Rain (2000)
- Pleasure to Burn (2001)
- Epic Obsession (2013)
- Face the Music (2019)

### Revolution Saints
- Revolution Saints (2015)
- Light in the Dark (2017)

### Dio
- Killing the Dragon (2002)
- Holy Diver Live (2006)

### Whitesnake
- Live... In The Still Of The Night (DVD+CD) (2006)
- Live: In the Shadow of the Blues (2006)
- Good to Be Bad (2008)
- Forevermore (2011)

### Otros Trabajos
- 1989 - One - Minoru Niihara
- 1989 - Cutting Air Act 1 - Air Pavilion
- 1997 - Windows - Mike Vescera Project
- 1998 - Ignition - Mark Boals
- 1999 - A Tribute to Early Van Halen - The Atomic Punks
- 1999 - Here Before - Stone
- 2001 - Art of Mackin' - Ghetto Dynasty
- 2001-2002 - Superhero & More... - Brian McKnight
- 2002 - From There to Here - Brian McKnight
- 2003 - Wake the Nations - Ken Tamplin and Friends
- 2003 - Guitar Zeus 1 - Carmine Appice's Guitar Zeus
- 2003 - Sho（照）Twist Songs - Sera Masanori
- 2005 - The Real Thing - Christian Tolle
- 2007 - Live for Tomorrow - Marco Mendoza
- 2007 - Wolfman Jack's Halloween Special: Fun for Kids
- 2007 - Jacaranda (Twist International) - Masanori Sera
- 2009 - Play My Game - Tim "Ripper" Owens
- 2009 - Spirit of Christmas - Northern Light Orchestra
- 2009 - Conquering Heroes - Carmine Appice's Guitar Zeus
- 2009 - Pulling the Trigger - Cooper Inc.
- 2010 - Celebrate Christmas - Northern Light Orchestra
- 2011 - Oceana - Derek Sherinian
- 2012 - The Covering - Michael Sweet
- 2013 - Artpop - Lady Gaga (guitarra en "Manicure")
- 2013 - Living Like a Runaway - Lita Ford
- 2013 - Lions & Lambs - Alex De Rosso

### Álbumes de tributo
- Crossfire: A Salute to Stevie Ray Vaughan (1996)
- Forever Mod: A Tribute to Rod Stewart (1998)
- Little Guitars: A Tribute to Van Halen (2000)
- Bat Head Soup: A Tribute to Ozzy (2000)
- Metallic Assault: A Tribute to Metallica (2000)
- Tie Your MIX Down: A Tribute to Queen (2000)
- Stone Cold Queen: A Tribute to Queen (2001)
- One Way Street - Let the Tribute Do the Talkin': A Tribute to Aerosmith (2002)
- Spin the Bottle: An All-Star Tribute to KISS (2004)
- Metallic Attack: Metallica - The Ultimate Tribute' (2004)
- We Salute You: A Tribute to AC/DC (2004)
- Numbers from the Beast: An All Star Salute to Iron Maiden (2004)
- An 80's Metal Tribute to Van Halen (2006)
- Butchering the Beatles: A Headbashing Tribute to the Beatles (2006)
- Flying High Again: Tribute to Ozzy Osbourne (2006)
- Frankie Banali & Friends: Led Zeppelin Tribute (2007)
- The Omnibus Album: This Is Guitar Gods (2007)
- Northern Light Orchestra: The Spirit of Christmas (2008)
- We Wish You a Metal Xmas and a Headbanging New Year (2011)
- A World with Heroes: KISS 40th Anniversary (2013)
- Thriller: A Metal Tribute to Michael Jackson (2013)

### Videografía
- 1997 - The Electro-Lesson / Guitar Instructional Video
- 2005 - Dio - Evil or Divine - Live in New York City
- 2006 - Dio - Holy Diver - Live
- 2006 - Whitesnake - Live... In the Still of the Night
- 2013 - Whitesnake - Made in Japan